# Roque Haute (Vulkan)
Koordinaten: 43° 18′ 16″ N, 3° 22′ 5″ O
Der basaltische Vulkan von Roque Haute ist die jüngste vulkanische Erscheinung im südfranzösischen Languedoc. Er entstand im Mittelpleistozän vor rund 640.000 Jahren.

## Vorkommen

Die Anordnung der vulkanischen Ablagerungen im Département Hérault. Zusammen mit dem Vulkanzentrum von Agde und Vias liegt der Vulkan von Roque Haute am Südende des Lineaments in unmittelbarer Nähe des Mittelmeers.

Das recht kleine, in etwa rechteckige vulkanische Vorkommen von Roque Haute, benannt nach dem gleichnamigen Weiler und Herrensitz Domaine de Roque-Haute, misst 1250 Meter in Ost-West- und 1000 Meter in Nord-Süd-Richtung. Seine Oberflächenausdehnung beträgt rund einen Quadratkilometer. Es liegt zwischen Vias und Portiragnes, knapp 5 Kilometer westsüdwestlich von Vias auf einer Schotterterrasse des Altpleistozäns, etwa 3 Kilometer nördlich der Küste des Golfe du Lion. Einen Kilometer im Norden verläuft die RN 112 und einen Kilometer weiter im Süden passiert der Canal du Midi.
Das Vorkommen besteht aus dem Grand Bost (auch Grand Bosc), einem kleinen Basaltplateau auf 27 bis 23 Meter Meerhöhe und den Terres Nègres, die in einem 41 Meter hohen Aschenkegel kulminieren.

## Stratigraphie
Das Plateau von Grand Bost zeigt gewöhnlich folgenden stratigraphischen Aufbau (vom Hangenden zum Liegenden):
- überlagernde Tuffe
- kohärenter Basalt
- unterlagernde Tuffe

Die Basis der Abfolge ist nirgendwo einzusehen. Die unterlagernden Tuffe werden bis zu 3 Meter mächtig. Sie bestehen aus Aschen und glashaltigen Lapilli sowie gelegentlichen verwitterten Basaltblöcken. Allochthone Einschlüsse sind recht häufig, darunter rote, verhärtete Tone im Schichtverband (Dezimeterbereich), zerbrochene Quarzkiesel, weiße Mergelblöcke, gelber Sand, miozäne? Lamellibranchenkalke und Sandstein aus dem Astium von Montblanc. Die Basaltmächtigkeiten variieren zwischen 0,5 und 3 Meter. Auch die überlagernden Tuffe enthalten viel Fremdmaterial. Sie sind aus dem zentralen Aschenkegel hervorgegangen, dessen Förderzentrum im Nordwestsektor gelegen haben muss, erkennbar an den zunehmenden Basaltlinsen.

## Petrologie
Beim Roque Haute handelt es sich im Gegensatz zum Basanit von Saint-Thibéry um einen echten kohärenten Basalt mit normaler Polarität, der in Form von Lavaströmen das Plateau des Grand Bost aufbaut, aber auch in Schlotfazies vorliegen kann. Basaltische Tuffe mit einer Ansammlung vulkanischer Bomben schütteten den Aschenkegel der Terres Nègres auf. Im Unterschied zum Vulkankomplex von Agde, dem er ansonst verblüffend ähnelt, enthält der Basalt keine Knollen von Mantelgesteinen. Er besteht aus Phänokristallen von Augit und Olivin, die in einer kristallinen Grundmasse aus Augit, Plagioklas und Magnetit schwimmen. Der Plagioklas tritt in zwei Generationen mit 200 und 10 μ auf. Die vulkanische Schwermineralfraktion wird neben verschiedenen Augiten von olivgrünem Augit mit deutlicher Spaltbarkeit nach (110) beherrscht. Im unteren Tuff findet sich auch seltener Orthopyroxen. Andere Schwerminerale sind (in abnehmender Häufigkeit) Staurolith, Turmalin, Epidot, Zirkon, Granat, Rutil, Andalusit und Sillimanit.

## Basaltabbau und Naturschutzgebiet

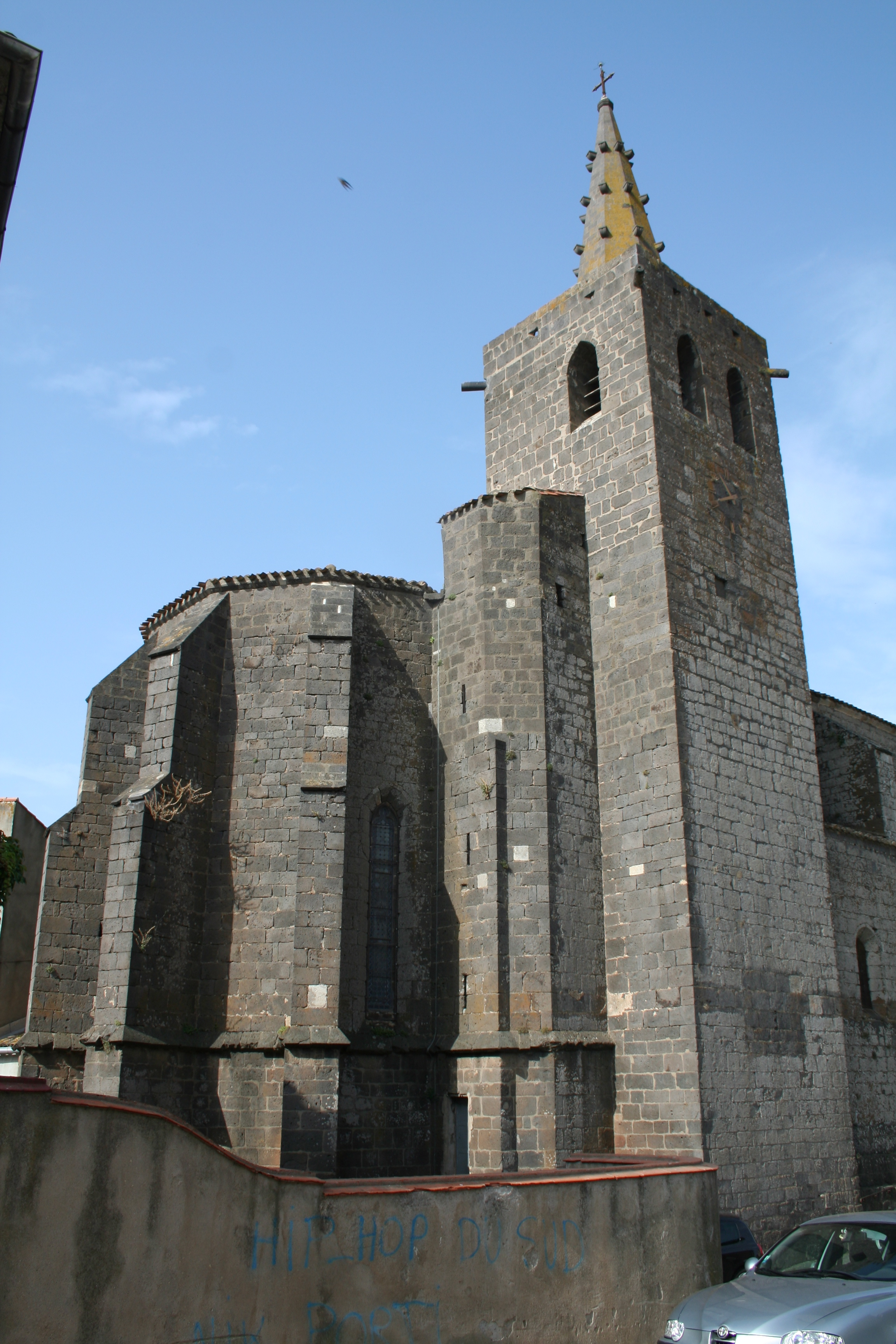
Die Kirche Saint-Félix in Portiragnes, erbaut aus Basalt von Roque Haute

Der Basalt von Roque Haute wird bereits seit der Vorgeschichte abgebaut, mit Schwerpunkt der bergbaulichen Aktivitäten im Mittelalter. Wegen seiner Härte war das Gestein zur Herstellung von Werkzeugen wie Mahlsteinen und Steinäxten sowie als Baustein gefragt. Die Kirchen von Portiragnes und Vias, mehrere Stadthäuser und auch der Herrensitz Domaine de Roque-Haute wurden mit dem Basalt errichtet. Im 16. Jahrhundert fand das Gestein beim Bau des Canal du Midi Verwendung. Zum Bau der RN 112 wurde am Rand des Basaltplateaus Grand Bosc gebrochen und es entstanden bis zu 5 Meter hohe Abbruchwände.
Nach dem Ende des Abbaus entstanden kleine Seen und Weiher, die jetzt die Grundlage des seit 1975 bestehenden Naturschutzgebietes bilden.